# Ljachavitjy
Ljachavitjy (belarusiska: Ляхавічы) är en stad i Brests voblast i sydvästra Belarus. Under en lång tid tillhörde staden Litauen. Här ägde belägringen av Lachowicze rum 1706.